# Église d'Huittinen
L'église d'Huittinen (en finnois : Huittisten kirkko) est une église luthérienne située à Huittinen en Finlande.